# Municipio de Hellam
El municipio de Hellam (en inglés: Hellam Township) es un municipio ubicado en el condado de York en el estado estadounidense de Pensilvania. En el año 2000 tenía una población de 5,930 habitantes y una densidad poblacional de 82 personas por km².

## Geografía
El municipio de Hellam se encuentra ubicado en las coordenadas 40°02′00″N 76°37′59″O / 40.03333, -76.63306.

## Demografía
Según la Oficina del Censo en 2000 los ingresos medios por hogar en la localidad eran de $49,750 y los ingresos medios por familia eran $55,700. Los hombres tenían unos ingresos medios de $40,000 frente a los $28,558 para las mujeres. La renta per cápita para la localidad era de $22,345. Alrededor del 5,8% de la población estaban por debajo del umbral de pobreza.